# Дола (Огайо)
Дола (англ. Dola) — переписна місцевість (CDP) в США, в окрузі Гардін штату Огайо. Населення — 143 особи (2020).

## Географія
Дола розташована за координатами 40°47′5″ пн. ш. 83°41′56″ зх. д. / 40.78472° пн. ш. 83.69889° зх. д. (40.784770, -83.698932).  За даними Бюро перепису населення США в 2010 році переписна місцевість мала площу 2,15 км², уся площа — суходіл.

## Демографія
Згідно з переписом 2010 року, у переписній місцевості мешкало 140 осіб у 57 домогосподарствах у складі 39 родин. Густота населення становила 65 осіб/км².  Було 64 помешкання (30/км²).
Расовий склад населення:
| - 95,0 % — білих - 1,4 % — чорних або афроамериканців - 0,7 % — корінних американців |

До двох чи більше рас належало 2,9 %. Частка іспаномовних становила 0,0 % від усіх жителів.
За віковим діапазоном населення розподілялося таким чином: 26,4 % — особи молодші 18 років, 55,0 % — особи у віці 18—64 років, 18,6 % — особи у віці 65 років та старші. Медіана віку мешканця становила 44,0 року. На 100 осіб жіночої статі у переписній місцевості припадало 94,4 чоловіків;  на 100 жінок у віці від 18 років та старших — 87,3 чоловіків також старших 18 років.
За межею бідності перебувало 28,2 % осіб, у тому числі 66,7 % дітей у віці до 18 років та 29,0 % осіб у віці 65 років та старших.
Цивільне працевлаштоване населення становило 64 особи. Основні галузі зайнятості: освіта, охорона здоров'я та соціальна допомога — 29,7 %, роздрібна торгівля — 26,6 %, транспорт — 21,9 %.